# Lönnlav
Lönnlav (Bacidia rubella) är en lavart som först beskrevs av Franz Georg Hoffmann, och fick sitt nu gällande namn av A. Massal. Lönnlav ingår i släktet Bacidia och familjen Ramalinaceae.  Arten är reproducerande i Sverige. Inga underarter finns listade i Catalogue of Life.